# Luis Beldi
Luis Rodolfo Beldi (Buenos Aires, 29 de octubre de 1947) es un periodista y escritor argentino.

## Biografía
Luis Beldi nació en la ciudad de Buenos Aires, Argentina, el 29 de octubre de 1947. Estudió Ciencias Económicas en la Universidad de Buenos Aires. Periodista desde 1978, se destacó en medios gráficos tales como Economic Survey, El Cronista y Ámbito Financiero, y como columnista de Infobae desde 2013. En 1991 incursionó en radio y televisión, llegando a integrar el elenco de Polémica en el bar.
El libro Los 12 Apóstoles,presentado en la Feria Internacional del Libro de Buenos Aires, fue el que dio comienzo a su carrera como escritor. Allí se narran los trágicos sucesos ocurridos en 1996 durante el motín de Sierra Chica. Considerando que la obra sirvió para esclarecer los hechos, fue recibida con aprobación por los jueces que llevaron adelante la causa.
Entre otras publicaciones del autor, se destacan La próxima mujer (2009), Schoklender S. A. (2011), Presas de amor (2012), Tras los muros (2013), El robo del siglo (2014) y La república bonaerense (2023).